# باشگاه هندبال بارسلونا

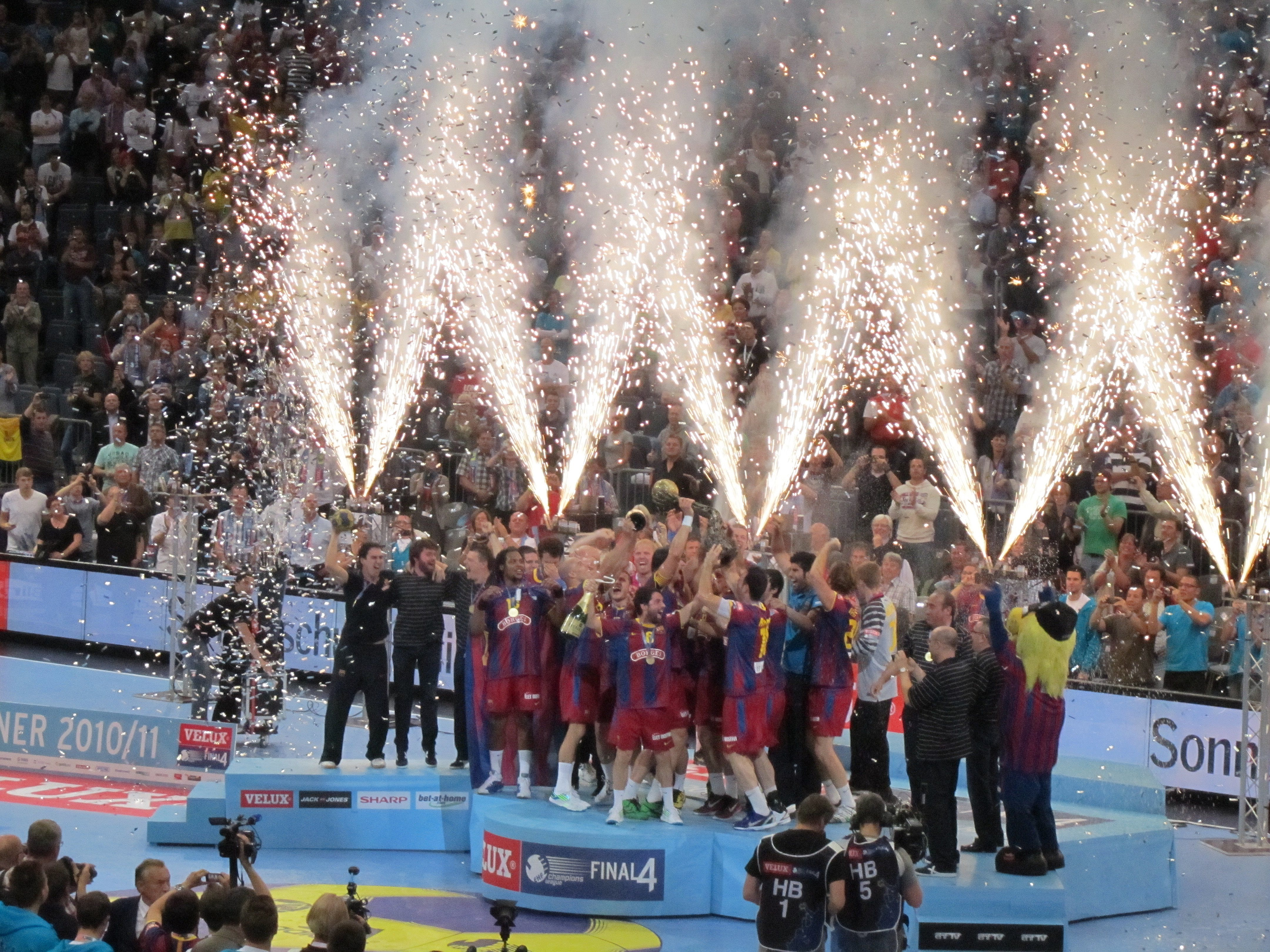
قهرمانی باشگاه هندبال بارسلونا در فصل ۲۰۱۰/۲۰۱۱

باشگاه هندبال بارسلونا باشگاه هندبال اسپانیایی است که در لیگ برتر اسپانیا حضور دارد. این تیم تاکنون در این لیگ به تعداد قهرمانی بسیاری دست یافته‌است و از این لحاظ پرافتخارترین تیم اسپانیاست. این تیم هم‌چنین این تیم ۶ بار مقام قهرمانی اروپا و ۶ بار مقام قهرمانی و یکبار نایب قهرمانی لیگ گلوبال هندبال(جام باشگاه های جهان) را به دست آورد. هم‌اکنون خاویر پاسکوال هدایت این تیم را در دست دارد .